# Гимназия имени А. Л. Кекина
Гимназия имени А. Л. Кекина — муниципальное образовательное учреждение в Ростове Великом, Россия. Старейшее действующее и самое крупное учебное заведение по числу учащихся в Ростовском районе Ярославской области.

## История
После смерти единственного сына в 1885 году уроженец ростовской земли петербургский купец Алексей Леонтьевич Кекин решил оставить весь свой капитал и имущество городу Ростову, записав это в духовном завещании. Основным в завещании был пункт об устройстве в Ростове мужской гимназии, а в дальнейшем — университета. После смерти А. Л. Кекина в 1897 году А. А. Титов оповестил Ростовскую Городскую Думу о духовном завещании Кекина. Проведя подготовительные работы, город фактически вступил в права наследника в 1898 году, когда Санкт-Петербургский окружной суд постановил исполнять завещание. Однако не все были согласны с волей А. Л. Кекина, — в 1902 году подал иск И. П. Кекин, что задержало открытие гимназии с 1905 до 1907 года.
С начала 1905 года в Ростовской городской думе началось обсуждение типа нового учебного заведения, в итоге было решено устроить в городе «восьми классную классическую гимназию без греческого языка, с возмещением последнего более обстоятельным изучением новых языков, математики и естествознания».
В 1906 году было решено открыть прогимназию и первые четыре класса гимназии к осени 1907 года, специально для этого был куплен дом Кононовой, а также снят к весне 1908 года дом О. Д. Мальгиной на Заровской улице. А октябре 1907 года городская дума постановила, а Министерство просвещения одобрило прошение о присвоении имени А. Л. Кекина гимназии.
Гимназия не только была построена на средства А. Л. Кекина, но и полностью на них содержалась.
Двое из шести гласных городской думы предлагали снести недостроенное здание гимназии, так как владельцы строительной фирмы были евреями.
2 сентября 1907 года директором гимназии был выбран преподаватель истории Медведниковской гимназии Сергей Павлович Моравский. Конкурс на это место имел свои сложности: для проверки кандидатов в директора сведения о них собирал Титов А. А., при этом были случаи, когда он не рекомендовал городу нанимать некоторых кандидатов если те имели плохие отзывы от учеников. Главным условием самого Моравского к городу стало возможность подбора преподавателей лично им.
При этом гимназия стала довольно демократическим учебным заведением: в ней не было ни религиозной (к 1911 году был снят ценз на число евреев, преподаватель физкультуры Девищев был мусульманин, а от строительства домовой церкви было решено отказаться), ни сословной (большинство обучающихся составляли дети крестьян и мещан, значительное количество было купцов и дворян), ни политической розни (среди преподавателей были эсеры и социал—демократы).
Первый выпуск Кекинской гимназии после выпускного вместе с преподавателями отправился в Швейцарию и Германию.
Стоимость обучения в гимназии для горожан составляла 30 рублей, а половина учеников обучалась бесплатно. Также действовала система поощрения учеников через стипендии, всего присуждалось пять стипендий, в том числе имени Андрея Титова (учреждена «Обществом взаимного страхования от огня» для жителей города), памяти 300-летия дома Романовых (учреждена товариществом «Рольма» для детей сотрудников или работников товарищества), памяти 50-летия освобождения крестьян от крепостной зависимости (Ростовская городская дума). Большую значимость директор возлагал на наглядные пособия и физическое воспитание учеников, Моравским также выделялись такие предметы как рисование и пение. Большое значение имело открытие в 1912 году астрономической обсерватории, она была оснащена пятидюймовым телескопом системы Рейнфельдера и Гертеля. Тогда же появился астрономический кружок выпускавший свой научный журнал.
Школа была открыта даже по воскресеньям, а преподаватели проводили со своими учениками по нескольку часов, что позволило отказаться от надзирателей. С началом Первой мировой войны в гимназии был открыт лазарет для раненых, он располагался на третьем этаже, позже в здание кекинской гимназии была переведена и женская гимназия.
В 1917 году Сергей Павлович Моравский и Александр Андреевич Титов должны были ехать в Санкт-Петербург для подачи документов о создании университета, но поездка не состоялась из-за Февральской революции.
После Октябрьской революции на базе мужской и женской гимназии было открыто четыре школы: две первой ступени и две второй ступени.
В 1920 году школу посетил народный комиссар образования Луначарский.
Помимо общеобразовательных школ в здании гимназии также располагались рабфак, взрослая вечерняя школа, музыкальная школа, детский сад и некоторые учреждения, не имеющие отношения к образованию, но к весне 1921 года в здании остались только учебные заведения и само здание получило название «Дом просвещения имени В. И. Ленина».
В 1921—1922 годах в здании гимназии располагалось Ростовское отделение Московского археологического института, которое впоследствии попыталось стать отдельным вузом, но было окончательно закрыто из-за проблем с финансированием.
Так как наличие сразу нескольких школ в одном месте было неудобно с точки зрения учебного процесса и хозяйственного управления, было решено объединить их в одну, что и было сделано в осенью 1924 года. Подобное положение дел просуществовало до начала 1930-х годов: школы повышенного типа были реорганизованы в фабрично-заводские семилетки. Не избежала этого преобразования и бывшая гимназия, она стала ФЗС № 1.
Но поскольку расчёт реформы образования не оправдался и качество образования снизилось, в 1933 году было решено увеличить срок обучения на два года, а в 1934 — ещё на год. Тогда же школа сменила название на «Средняя школа № 1 имени В. И. Ленина».

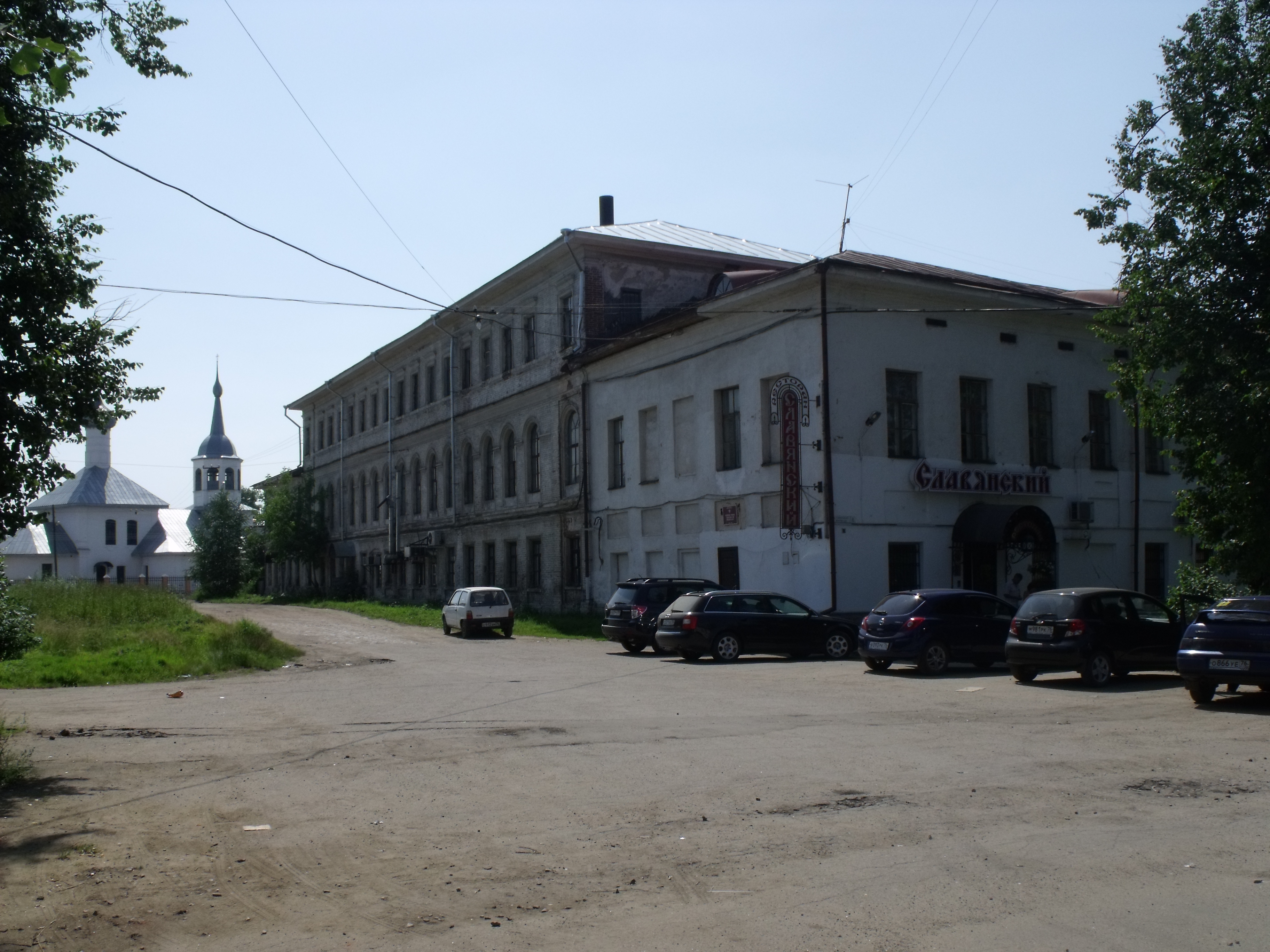
Здание Мариинской женской гимназии (на втором плане)

С началом Зимней войны гимназия снова была превращена в госпиталь, а учащихся распределили по другим школам. После окончания войны здание было возвращено школе, но на этот раз ненадолго: началась Великая Отечественная война, и надо было снова организовывать госпиталь. Школьники временно учились в неприспособленных помещениях, а потом были переведены в бывшее здание Мариинской женской гимназии. Занятия велись в две-три смены, а основу получаемых знаний составляли навыки и знания необходимые в военное время. Школьникам также пришлось нести и трудовую вахту. Школа вернулась в собственное здание только в 1947 году.
В 1950-х годах школе приходилось работать в две смены, а в 1955 и 1956 годах выпускалось по семь 10-х классов. В это же время происходила смена поколений, — на работу приходили более молодые учителя. К 50-летию гимназии был организован школьный музей.
В начале 1960-х годов школа перешла на 11-летнее обучение. Теперь один день в неделю учащиеся занимались только профессиональной подготовкой. В школе была оборудована слесарная мастерская, появились кабинеты автодела и машиноведения, школьников также отправляли на практику на швейную фабрику и «Рольму», а на базе дома пионеров работал педагогический класс. Но к 1966 году концепция образования в стране снова изменилась и школа превратилась в десятилетнюю. В те же годы появилась и математическая школа, инициатором которой стал Алексей Сергеевич Орлов, проводились предметные олимпиады, набирали популярность кружки технического творчества.
В 1970-х годах по постановлению горсовета школе было возвращено имя В. И. Ленина. В те же годы руководство области во главе с Лощенковым задумывало перенести музей из кремля в здание школы, для чего было спроектировано специализированное школьное здание на улице Гоголя, однако благодаря действиям общественности перевод не состоялся.
В начале 1980-х годов произошло обновление технических средств обучения, в школе появились телевизоры, киноаппараты, магнитофоны, фильмоскопы и прочая техника. Появился и новый предмет — информатика, но пока без компьютерного класса.
В 1990-х школа снова перешла на 11-летнее образование, на этот раз за счёт увеличения сроков образования в начальной школе. В 1991 году школа вновь стала гимназией, через два года состоялся первый выпуск гимназистов.
В 1992 году школе был возвращён статус гимназии, а в 1999 году — и имя Алексея Леонтьевича Кекина. На базе методических объединений учителей были образованы кафедры, организован набор профильных классов, вручение именных стипендий (имени А. Л. Кекина, С. П. Моравского, П. Г. Трубникова).
В 2006 году гимназия стала победителем конкурса внедряющих инновационные образовательные программы.
Гимназия установила сотрудничество со школами Стивенс-Пойнта (США), Хёлмферта (Великобритания), Нима (Франция), Ямся (Финляндия), Нойбург-на-Дунае (ФРГ), а совместно с Ярославской медицинской академией проводит медико-биологическую школу.

## Здание

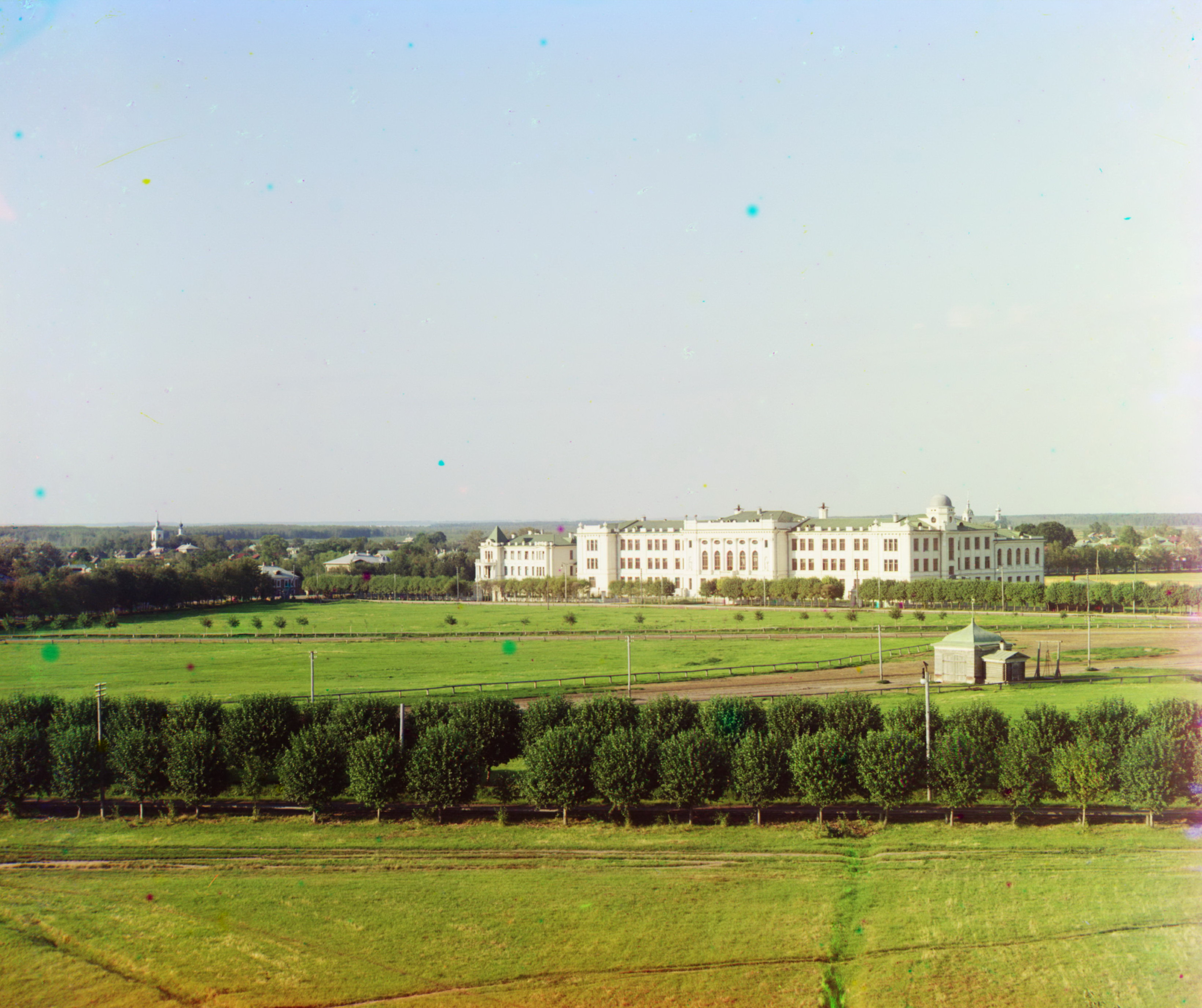
Вид на гимназию с колокольни Всесвятской церкви. Фото С. М. Прокудина-Горского, 1911 год.

30 марта 1905 года городская управа подала заявку в Московское архитектурное общество на проведение конкурса на лучший проект будущего здания гимназии, здание должно было включать помещение на 600 учащихся, квартиры для директора, инспектора и надзирателя, а также интернат на 200 мест. На этот конкурс было подано 38 заявок, а первую премию получил проект «два пересекающихся круга» Павла Алексеевича Трубникова, он в скором времени поселяется в Ростове и следит за строительством здания. При этом архитектор Московского учебного округа А. А. Никифоров отмечал, что здание гимназии будет способно разместить три параллели каждого класса, в результате чего гимназия в Ростове станет единственной подобной гимназией в России. 25 июня 1907 году прошла попытка провести торги на право строительства здания, однако на них никто не явился, и было решено рассматривать только письменные заявки, самой выгодной для города оказалась заявка фирмы Л. Ф. Кучерова и С. И. Солунь, оценившая проект в 399 тысяч рублей, с которой и был заключён договор.
Проект Трубникова однажды изменился: по указанию педагогического совета и по утверждению думы квартиры директора, инспектора и наставников были вынесены в отдельный корпус с теплым переходом, который сейчас называется Малое здание, а учебное здание уменьшилось в длину на 3 саженя и был увеличен коридор на пол аршина. Квартиры служащих были перенесены на место квартир директора и наставников.
В большом здании, построенном в стиле неоклассицизма имеются большая аудитория (примерно на 300 человек) — здесь проводятся большинство городских и районных олимпиад, актовый зал, спортивный зал (ранее гимнастический) и астрономическая обсерватория.
Малое здание, построенное в стиле модерн, первоначально использовались как квартиры для преподавателей, после переезда в Ростов Московского центрального опытного педагогического техникума (МЦОПТ) им. Н. К. Крупской здесь размещался педагогический техникум, а после переезда техникума в собственное здание была размещена начальная школа и кабинеты иностранных языков.
С 1994 года в связи с демографическим спадом сократилось количество детских садов, и в ведение гимназии было передано ещё здание бывшего детского сада «Звёздочка», куда была переведена часть начальных классов. Но в середине 2000-х годов это здание было вновь отведено под детский сад.

## Эндаумент-фонд (целевой капитал) гимназии
В декабре 2024 года по инициативе директора гимназии Данила Бражникова при поддержке Рыбаков фонд и после годовой кампании по сбору средств был официально зарегистрирован эндаумент-фонд «Целевой капитал „Гимназия имени А. Л. Кекина“». Для его создания требовалось собрать не менее 3 миллионов рублей, однако на момент открытия капитал составил 5,2 миллиона рублей. В последующие месяцы фонд продолжил расти за счёт новых пожертвований и на момент августа 2025 г. составляет более 7,6 миллионов рублей от более чем 550 благотворителей — выпускников, родителей и партнёров гимназии. По размеру фонд гимназии входит в топ-20 по всей России .
Целью эндаумента является создание стабильного источника внебюджетного финансирования для стратегического развития гимназии. Юридическое управление осуществляет специализированный фонд, а инвестированием средств занимается управляющая компания. В соответствии с законодательством, основной капитал фонда является неприкосновенным, а на проекты направляется исключительно доход, полученный от инвестирования. 
Направления развития определяет совет фонда, в который входит как руководство гимназии, так и активные жертвователи. Войти в совет может любой активный меценат (даже не связанный напрямую с гимназией), кто хочет и готов помогать гимназии и участвовать в собраниях. Среди планируемых направлений использования дохода:
- Поддержка конкурса детских инициатив «Моя гимназия»;

- Финансирование программ развития кадрового потенциала и поддержка одарённых детей;

- Проведение культурно-массовых мероприятий, таких как «Кекин Фест»;

- Модернизация инфраструктуры и поддержание исторического здания гимназии, являющегося памятником архитектуры.

и др.
За достижения в сборе средств при поддержке Рыбаков фонд в 2025 г. в день мецената был выпущен фильм про гимназию.
Одним из значимых результатов создания фонда стало проведение летом 2025 г. фестиваля «Кекин Фест», призванного собрать всех неравнодушных к гимназии людей. 
Помимо эндаумента, гимназия также привлекает прямые пожертвования на текущие проекты. Имена всех благотворителей хранятся в цифровом архиве на сайте гимназии и будут увековечены на специальной доске в одном из её интерьеров. В качестве благодарности за вклад от 5000 рублей благотворителям вручается памятный сувенир.
Формирование капитала осуществляется на основе добровольных пожертвований. Внести вклад в целевой капитал может любой желающий через официальный сайт управляющего фонда. Также пополнение фонда происходит засчет пожертвований за проведение любым желающим экскурсии по гимназии, в т.ч. ее астрономической обсерватории. Экскурсии происходят регулярно как для индивидуальных туристов так и для групп. Информацию о датах экскурсии можно найти в соцсетях гимназии.

## Деятельность гимназии

### Научная и научно-популяризаторская деятельность

#### Астрономическая обсерватория

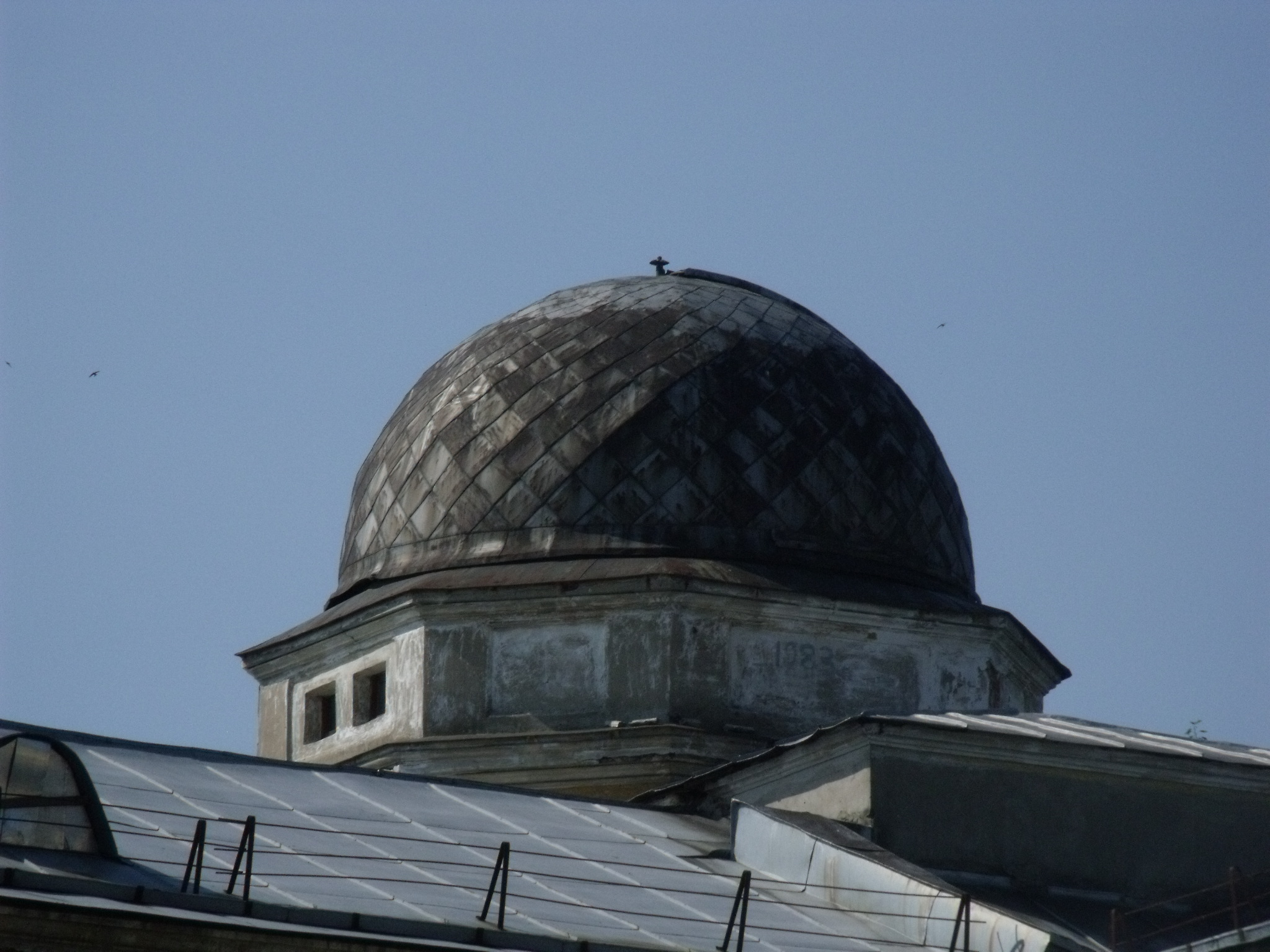
Купол обсерватории. Лето 2010 года

В 1912 году в гимназии была обустроена автрономическая обсерватория, оборудованная пятидюймовым телескопом Рейнфельдера и Гертеля (D = 125 мм). Здесь же имелась и метеостанция.
«Кекинский кружок любителей физики и астрономии» выпускали журнал, занимались наблюдением за астероидами, переменными звёздами и метеорологией. Ими же была оказана помощь в организации городской метеостанции. Сотрудники обсерватории вели переписку с РОЛМ.
Обсерватория возобновила деятельность после Великой Отечественной войны в 1945 году, одновременно с гимназией.
В 1980-х годах телескоп был украден. Новый телескоп появился в 2010 г. благодаря меценатам - потомкам Александра Васильевича Мазаева, выпускника 1914 года, золотого медалиста, заслуженного деятеля науки и техники, доктора технических наук, профессора.

#### Кружок радиолюбителей
Кружок радиолюбителей появился в начале 1920-х годов, а к середине десятилетия объединился с кружками радиолюбителей механического техникума и сельскохозяйственный института в «Объединенный кружок радиоучащихся города Ростова». Занятие в кружке велось в основном по истории радио. Учащиеся кружка принимали участие в установке первого в городе радиопередатчика для НКВД.

#### Музей
К 50-летнему юбилею школы появился интерес к её истории, а когда накопилось значительное количество материала по истории города и школы, была организована краеведческая комната. Материалы разыскивали учащиеся, в собрании появились книги, старые открытки, предметы быта; было оформлено пять экспозиций, такие как «Прошлое Ростова», «Настоящее и будущее Ростова», «История школы», «История комсомольской и партийной организаций» и «Ростовчане во время Великой Отечественной войны». В 1965 году ярославская областная комиссия присвоила краеведческой комнате статус музея. Тогда же создали Ленинскую комнату, велась переписка с музеями В. И. Ленина в Москве, Ленинграде, Шушенском, Праге. Школьники, работавшие в музее, проводили экскурсии, в том числе и для иностранцев.
8 мая 1975 году открылся Музей боевой славы, в котором представлены материалы о ростовцах — участниках войны, эвакуированных из Ленинграда детьми, отдельно была выделена экспозиция о погибших в годы войны учениках школы. Велась переписка с участниками войны, проводились встречи с работниками госпиталя, находившегося в здании гимназии, и пациентами.
К концу 1980-х годов проявился спад интереса к музею, и музейные и архивные материалы были рассредоточены по всей школе, а Ленинская комната и Музей боевой славы были расформированы. Однако была развёрнута большая поисковая работа, многие фотографии были оформлены в фотоальбомы, составлены списки руководителей школы, опубликованы заметки по истории школы в местной прессе. Было налажено сотрудничество с музеем-заповедником «Ростовский кремль»: в одной из экспозиций музей-заповедник использовал материалы школьного музея. Как отмечают музейные сотрудники, на сегодняшний день музей представляет собой скорее фондохранилище, на основе которого возможно сделать экспозицию по истории образования.

### Олимпиады

#### Личные олимпиады
Школьная олимпиада приравнивается к городскому этапу. На городском этапе гимназия иногда занимает первые места. На областных олимпиадах удачным выступлением считается[кем?] попадание в первую десятку. Последний успешный год — 2007.

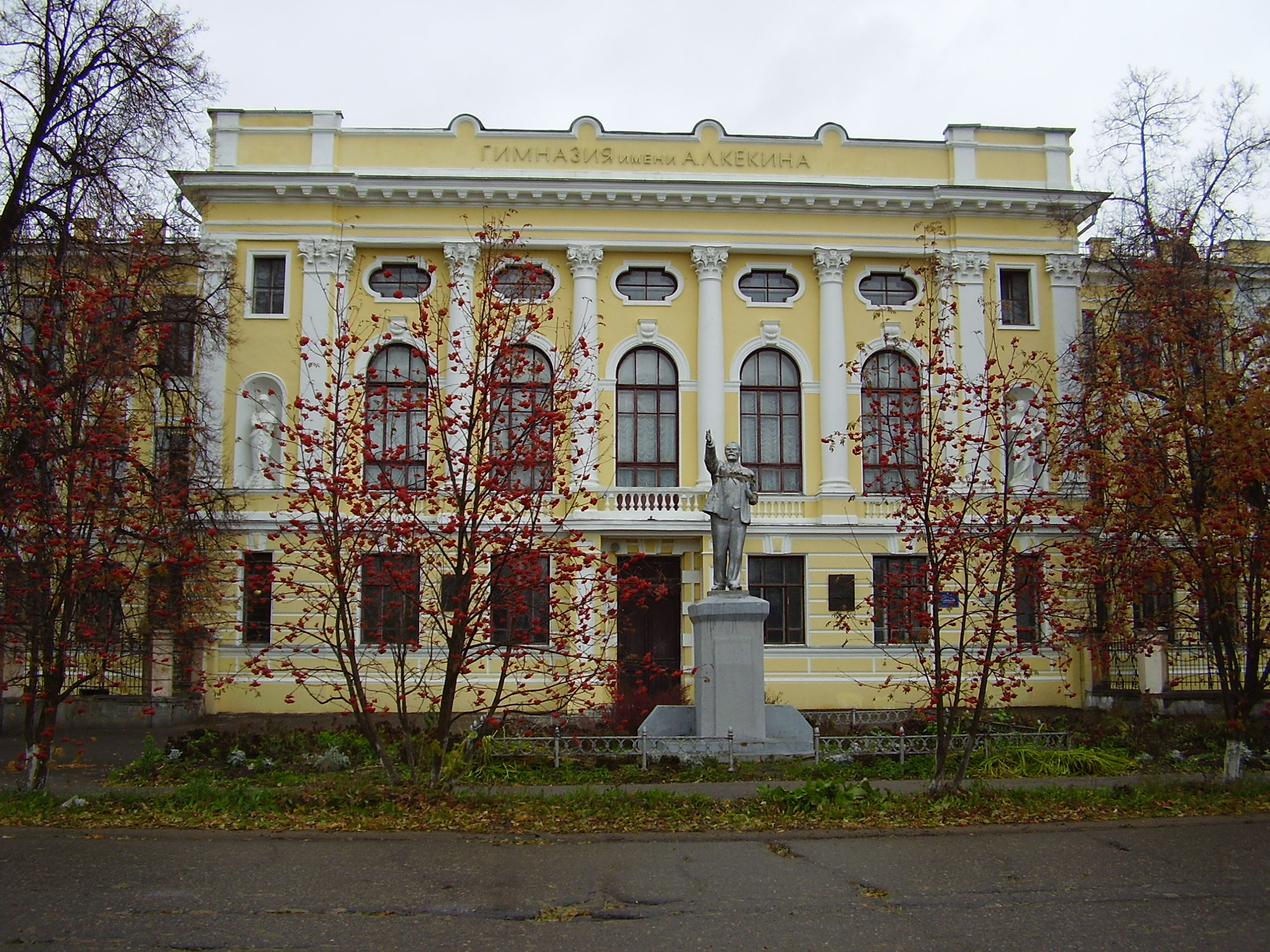

#### Участие в математических боях
Ростовская гимназия традиционно участвует в областном турнире — математических боях. Чаще всего в протоколах именуется как сборная Ростова, при этом почти всегда состоит из учеников именно гимназии (несколько раз за сборную Ростова выступали ученики других ярославских школ). Лучшее достижение — 3-е место в VII, VIII, IX и XI турнирах.

### Автошкола
В гимназии существует своя автошкола как с теорией, так и практикой на автомобилях гимназии. Подготовка ведется на категории B и C. 
В рамках обучения изучаются следующие темы:

#### Базовый цикл
- Основы законодательства Российской Федерации в сфере движения;
- Психофизиологические основы деятельности водителя;
- Основы управления транспортными средствами;
- Первая помощь при дорожно-транспортном происшествии.

#### Специальный цикл
- Устройство и техническое обслуживание транспортных средств категории В как объектов управления;
- Основы управления транспортными средствами категории В;
- Вождение транспортных средств категории В с механической трансмиссией.

#### Профессиональный цикл
- Организация и выполнение грузовых перевозок автомобильным транспортом;
- Организация и выполнение пассажирских перевозок автомобильным транспортом.